# Le Monnier (cratère)
Le Monnier est un cratère d'impact lunaire situé juste à l'est de la Mare Serenitatis.
Il se trouve au sud des cratères Chacornac et Posidonius. Le contour du cratère Le Monnier est érodé et entaillé avec des impacts passés. L'intérieur de ce cratère est relativement plat et lisse, sans craterlets importants pour marquer la surface.
En janvier 1973, le site d'atterrissage de la sonde spatiale russe Luna 21 fut situé près de la rive sud du cratère Le Monnier. Le véhicule robotique Lunokhod 2 fut déposé sur la surface du cratère par Luna 21. Il a couvert une distance de 37 kilomètres à travers le plancher du cratère. Il a également parcouru le bord sud de la bordure du cratère.
En 1935, l'Union astronomique internationale lui a attribué le nom de Le Monnier en l'honneur de l'astronome français Pierre Charles Le Monnier.

## Cratères satellites
Par convention, les cratères satellites sont identifiés sur les cartes lunaires en plaçant la lettre sur le côté du point central du cratère qui est le plus proche de Le Monnier.
| Le Monnier | Latitude | Longitude | Diamètre |
| ---------- | -------- | --------- | -------- |
| A          | 26.9° N  | 32.5° E   | 21 km    |
| H          | 25.0° N  | 29.6° E   | 6 km     |
| K          | 27.7° N  | 30.2° E   | 4 km     |
| S          | 26.8° N  | 33.9° E   | 40 km    |
| T          | 25.1° N  | 31.4° E   | 18 km    |
| U          | 26.1° N  | 33.5° E   | 25 km    |
| V          | 26.0° N  | 34.3° E   | 23 km    |

Les deux cratères satellites suivants ont été dénommés par l'union astronomique internationale
- Le Monnier B Very.
- Le Monnier C Borel.